# Ljubač (żupania dubrownicko-neretwiańska)
Ljubač – wieś w Chorwacji, w żupanii dubrownicko-neretwiańskiej, w mieście Dubrownik. W 2011 roku liczyła 69 mieszkańców.